# زابوژه
زابوژه (به لهستانی:  Zaburze) یک روستا در لهستان است که در گمینا رادچنگتسا واقع شده‌است.